# День Збройних Сил України
День Збройних сил України — святковий день на честь ЗСУ, встановлений постановою ВРУ 1993 року. Відзначається щорічно 6 грудня — в день ухвалення 1991 року Закону України «Про Збройні Сили України».
Збігається з початком Першого зимового походу армії Української Народної Республіки та Днем Святого Миколая з 2023 року після переходу українських християнських церков на новоюліанський та григоріанський календарі.

## Відзначення
До російсько-української війни, відзначався урочистою церемонією покладання квітів до могили Невідомого солдата, відбувалися урочисті збори, церемонії вручення державних нагород, святкові концерти, а також феєрверки у містах розташування керівних центрів українського війська[джерело?].
Починаючи з 2009-го, до Дня Збройних Сил України присуджують Премію імені Богдана Хмельницького за краще висвітлення військової тематики у творах літератури та мистецтва в декількох номінаціях.